# Suhas Subramanyam
Suhas Subramanyam (né le 26 septembre 1986) est un homme politique et avocat américain qui est représentant des États-Unis pour le 10e district de Virginie depuis 2025. Membre du Parti démocrate, il siège au Sénat de Virginie de 2024 à 2025 et à la Chambre des délégués de Virginie de 2020 à 2024.
Après avoir travaillé comme conseiller à la Maison-Blanche pendant l'administration Obama, Subramanayam devient le premier Américain d'origine sud-asiatique élu à l'Assemblée générale de Virginie en 2019,. Il est élu au Sénat de Virginie en 2023, représentant le 32e district. En 2024, Subramanayam est élu à la Chambre des représentants des États-Unis, succédant à Jennifer Wexton. 

## Jeunesse et éducation
Subramanyam est né à Houston, au Texas, de parents médecins tamouls qui ont émigré d'Inde,. Sa mère est originaire de Bangalore, Karnataka, tandis que son père a grandi à Chennai, Tamil Nadu et Secunderabad, Telangana. Il fréquente le lycée Clear Lake et obtient sa licence en philosophie, summa cum laude, de l'Université Tulane en 2008. Après l'université, il travaille comme assistant législatif, puis va à la Northwestern University Pritzker School of Law, où il obtient son Juris Doctor en 2013. Pendant ses études de droit, il contribue à annuler la condamnation injustifiée d'un homme condamné à la prison à vie.

## Carrière
Subramanyam commence sa carrière dans la fonction publique en tant que membre du personnel législatif, travaillant pour la représentante américaine Suzanne Kosmas de Floride. Pendant ses études de droit, il travaille pour le comité judiciaire du Sénat américain pour le sénateur Dick Durbin, l'aidant à réintroduire le DREAM Act,.
En 2015, Subramanyam est nommé conseiller en politique technologique de la Maison Blanche dans l'administration de Barack Obama. Il dirige un groupe de travail sur la politique technologique qui se penche sur la création d'emplois, la modernisation des technologies de l'information et la réglementation des technologies émergentes.
Après avoir quitté la Maison Blanche, Subramanyam pratique le droit et est propriétaire d'une entreprise dans le secteur technologique.

## Chambre des délégués de Virginie
Lors des élections de 2019 à la Chambre des délégués de Virginie, Subramanyam se présente pour succéder au démocrate John Bell dans la 87e circonscription, qui a quitté son siège pour briguer la 13e circonscription du Sénat de Virginie. Il doit faire face à une primaire très serrée, affrontant trois autres Américains de première génération. Il remporte la primaire avec 47,0 % des voix,.
Subramanyam remporte l'élection générale avec 62,0 % des voix.
Lors des élections de 2021 à la Chambre des délégués de Virginie, Subramanyam obtient un deuxième mandat représentant le 87e district en battant largement le républicain Gregory Moulthrop.
En 2021, il cofonde le premier Caucus des Américains d'origine asiatique et des insulaires du Pacifique de l'Assemblée générale. Il est également le cofondateur et coprésident du Virginia Commonwealth Caucus, un groupe de législateurs cherchant à élargir le bipartisme.

## Chambre des représentants des États-Unis

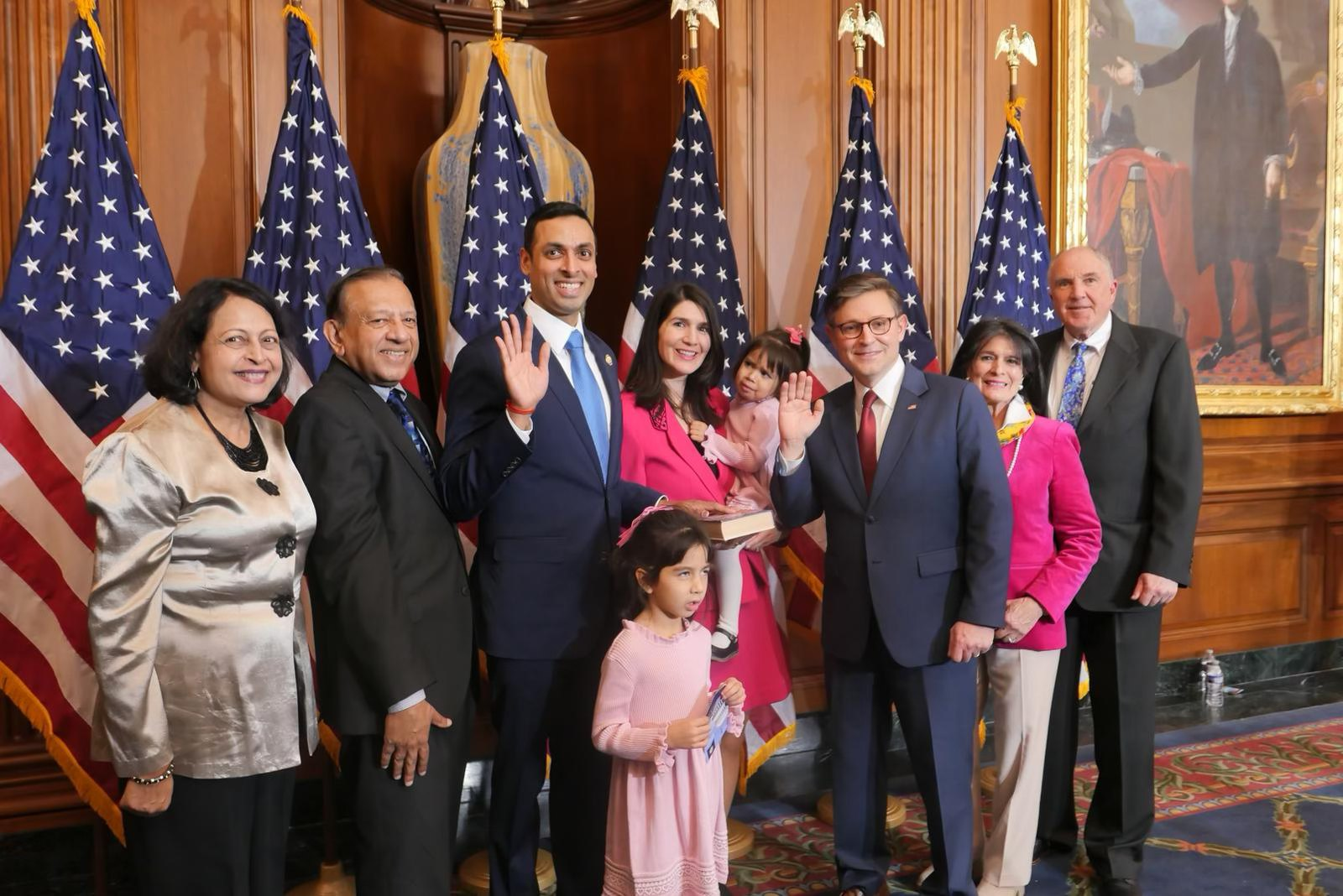
Subramanyam prête serment au Congrès, 2025

En janvier 2024, il annonce sa candidature à la Chambre des représentants des États-Unis lors des élections de 2024 pour succéder à Jennifer Wexton dans le 10e district. Il est soutenu par Jennifer Wexton. Subramanyam remporte l'élection du 10e district du Congrès de Virginie, battant de justesse le républicain Mike Clancy par une marge de 4,6 %.
Le district est ancré dans la partie extérieure de la Virginie du Nord et comprend tous les comtés de Loudoun et de Rappahannock, des parties des comtés de Prince William, Fauquier et Fairfax, ainsi que les villes indépendantes de Manassas et Manassas Park.